# Musiye
Musiye (* 9. März 1989 in Friedrichshafen), auch bekannt unter den Pseudonymen Musiye Lago und Sean Gyle, ist ein deutscher Rapper, Sänger und Produzent eritreischer Abstammung. Er steht bei Farid Bangs Label Helal Money Entertainment unter Vertrag.

## Leben
Musiye wuchs in Friedrichshafen am Bodensee auf. Den Großteil seiner Kindheit wuchs er ohne Vater auf. Seine Mutter zog ihn und seine zwei älteren Geschwister alleine auf. Sie musste mehrere Jobs annehmen, um die Familie zu ernähren.
Schon in frühen Jugendjahren begann er, Texte zu schreiben, und folgte von da an seiner Leidenschaft zur Musik.

## Karriere
Zu erster Bekanntheit verhalf ihm der ebenfalls aus Friedrichshafen stammende Rapper Jaysus, der ihn in seine Rapcrew Southlända aufnahm, in der unter anderem der Rapper Shindy war.
Später unterschrieb Musiye auch bei Jaysus seinen ersten Plattenvertrag bei dem Independent-Label Macht Rap und veröffentlichte dort seine ersten Videos und Songs auf Youtube.
2012 erreichte Musiye durch die Singles Theo und Voll erste größere Aufmerksamkeit, die auch das Major-Label Warner Music auf ihn aufmerksam machte. Die beiden Songs wurden jedoch schnell auf Youtube gesperrt, da die Rechte der Instrumentale nicht geklärt wurden.
2014 veröffentlichte er seine erste EP namens Sean Gyle. Die Singles kamen in Form einer Videotrilogie (Sean Gyle, Rockstar und Make up) über 16Bars.de. Zum Release der Trilogie gab es eine Kinopremiere in Stuttgart.
Schon davor entdeckte ihn Farid Bang und ermöglichte ihm im selben Jahr, auf dem Killa Remix einen Part beizutragen. Im Jahr darauf trat Musiye öfter als Featuregast in Erscheinung für Rapper wie Ali As und Rapsta und veröffentlichte mehrere Freetracks über SoundCloud.
2016 trennte sich Musiye von Macht Rap, die Gründe dafür sind nicht bekannt. Daraufhin gab es Verhandlungen mit mehreren Labels, darunter auch Warner Music, doch diese waren aufgrund unterschiedlicher Vorstellungen nicht erfolgreich. Es gab auch Gerüchte über ein signing beim Label Banger Musik, diese sind aber nicht bestätigt.
2017 unterschrieb er schließlich beim Label Helal Money Entertainment und veröffentlichte 2018 die Playlist auf Spotify Musiye's Film mit der vorab-Single Mein Film.

## Stilrichtung
Musiyes Stil zeichnet sich durch ein außerordentliches Gespür für Melodien aus, gepaart mit einem hohen Anspruch an Lyrics, Raptechnik und Wortspielen. Seine Musik, die oft genreübergreifend ist, macht es dem Hörer schwer, ihn stilistisch einzuordnen. Seine Einflüsse reichen von zeitgenössischem R&B, Soul und Pop bis hin zu elektronischer Musik.

## Diskografie

### EPs
- 2014: Sean Gyle
- 2016: Musyeangelo

### Singles
- 2011: Prinzessin Eisenherz
- 2012: Theo
- 2012: Voll
- 2013: Gras macht Spaß (feat. Rapsta)
- 2014: Sean Gyle
- 2014: Rockstar
- 2014: Make up
- 2018: Mein Film
- 2018: Brems mich
- 2019: Michael Knight
- 2019: Mehr von dir

### Gastbeiträge
- 2008: Sonnenbrille Nachts (Jaysus feat. Shindy & Musiye)
- 2009: Lösch mal meine Nummer (Jaysus feat. M.A.T. & Musiye)
- 2009: Tag und Nacht (Jaysus feat. Musiye & Israel)
- 2009: Beiß‘ (Jaysus feat. Musiye, Assos & Shindy)
- 2011: Scheiß Leben (mit Jaysus & Rapsta als Rapcombo MRG)
- 2014: Killa (Remix) (Farid Bang feat. Majoe, Hamad45, Musiye & Kurdo)
- 2015: Fernglas (Ali As feat. Musiye)
- 2015: Viel vor (Rapsta feat. Musiye)
- 2015: Mayday (Rapsta feat. Toon & Musiye)
- 2018: Rausgehen (Play69 feat. Musiye)
- 2018: In die Unendlichkeit (Kollegah & Farid Bang feat. Musiye)
- 2018: HME (Farid Bang feat. Musiye & Play69)
- 2019: OH JA (Play69 feat. Musiye)
- 2019: Fulu$ (Farid Bang feat. Musiye & Blueface)